# Saint Mary's Township (Missouri)
Saint Mary's Township est un township, situé dans le comté de Perry, dans le Missouri, aux États-Unis,.
Le township est baptisé en référence à la communauté catholique de St. Mary’s-of-the-Barrens.

### Source de la traduction
- (en) Cet article est partiellement ou en totalité issu de l’article de Wikipédia en anglais intitulé « Saint Mary's Township, Perry County, Missouri » (voir la liste des auteurs).